# Andreas Kempf
Andreas Kempf (Basilea, 14 marzo 1881 – Kansas City, 29 marzo 1963) è stato un ginnasta e multiplista statunitense.

## Carriera
Kempf partecipò ai Giochi olimpici di Saint Louis 1904 nelle gare di triathlon e ginnastica. Giunse ventesimo nel concorso generale individuale, settantacinquesimo nel triathlon e ottavo nel concorso a tre eventi.